# Georg Sprecher
Georg Sprecher (* 18. Mai 1813 in Davos; † 27. Juli 1854 in Chur) war ein Schweizer reformierter Geistlicher.

## Leben
Georg Sprecher wurde als Sohn des Statthalters Florian Sprecher und dessen Frau Elisabeth Alder in Davos geboren. Schon einen Tag später wurde er in der St.-Johann-Kirche getauft. Nach dem Besuch der Dorfschule ging er 1826 im Alter von 13 Jahren nach Brescia, um zum Konditor ausgebildet zu werden. Im nächsten Jahr war er für einige Wochen Lehrer an der Dorfschule Davos. 1828 gab er die Lehrstelle auf, die Gründe dazu sind nicht bekannt. Im Winter 1928 lernte er auf Wunsch seines Vaters in Poschiavo die Italienische Sprache. 
Nach 1829 besuchte Sprecher die Bündner Kantonsschule in Chur. Unter anderem holte er dort ein Studium der Lateinischen Sprache nach. Im Januar 1834 verliess er die Schule mit Ausblick auf ein universitäres Theologiestudium – warum er die Schule nicht erst zu Ende des Schuljahres, zu Ostern, verliess, ist nicht geklärt, möglicherweise handelte es sich um einen Konflikt mit dem Schulleiter.
An der Universität München besuchte er vor dem eigentlichen Theologiestudium Vorlesungen Friedrich Wilhelm Joseph Schellings. Im Herbst 1834 begann er sein anderthalbjähriges Theologiestudium an der Universität Halle und beschäftigte sich mit der hebräischen Sprache. 1836/1837 war Sprecher an der Universität Jena eingeschrieben, im Frühling kehrte er in seine Heimat zurück, um sich im Juni der Prüfung der evangelisch-rätischen Synode zu stellen. Am 27. Mai 1837 erhielt vom Kirchenrat die Erlaubnis, zu predigen. Er bewarb sich jedoch nicht bei der Synode; vermutlich lag dies daran, dass er sich intensiv mit David Friedrich Strauß’ Werk Das Leben Jesu, kritisch bearbeitet befasste. Tatsächlich ging er im Sommer für ein Semester an die Universität Tübingen.
Im Juni 1838 nahm die Synode Sprecher in Vicosoprano auf, nachdem dieser sich doch beworben hatte. Da er damit im Freistaat der Drei Bünde als Pfarrer tätig sein durfte, übernahm er im gleichen Jahr die Pfarrstelle in Conters im Prättigau. 1840 heiratete er dort Anna Brosi. Es dürfte jedoch Spannungen zwischen ihm und anderen Pfarrern gegeben haben, da er sich mit Friedrich Schleiermacher und dessen Werken beschäftigt hatte und dessen theologische Botschaft unterstützte, die meisten anderen Pfarrer jedoch der Erweckungsbewegung angehörten. In der Synode hingegen achtete man ihn sehr, so dass er 1840 zum Prüfer für Examen zur Aufnahme in die Synode ernannt wurde. Im Sommer des nächsten Jahres gab er die Pfarrstelle in Conters auf und wechselte nach Igis, doch schon im Winter dieses Jahres folgte er einem Angebot, Religionslehrer in Chur sowie zweiter Diakon zu werden.
1843 setzte man Sprecher zusätzlich als Pfarrer an der Kantonsstrafanstalt Sennhof ein. Zugleich wurde er Schriftführer der Predigergemeinschaft wie auch der Synode. Auch war er im Evangelischen Schulverein tätig. Inzwischen ging es ihm gesundheitlich schlechter, doch 1846 ging er nach Chur, um an der dortigen Kantonsschule Lehrer der alten Sprachen sowie der Religion und der Geschichte zu werden. Noch im gleichen Jahr unterrichtete Hebräisch. Der evangelische Kirchenrat nahm Sprecher 1850 auf und zwei Jahre darauf war er auch für die Synodal-Propositionen zuständig. Im Jahr 1854 entschied die Synode, ihn im nächsten Jahr zu ihrem Vorsitzenden und Dekan zu erklären. Doch diese Ämter konnte Sprecher nicht mehr annehmen: Am 14. Juli 1854 holte er Examen von der Kantonsschule ab, erkrankte noch am gleichen Tag und starb am 27. Juli im Alter von 41 Jahren.
Sprecher wollte die Kirche Graubündens reformieren. Vor der Synode hielt er entsprechende Vorträge, die veröffentlicht wurden. Er forderte eine Reform des Kirchenwesens, wollte eine staatsfreie Volkskirche erschaffen. Für die Rechte der Laien setzte er sich ein sowie für die Einführung einer Presbyterialverwaltung. Für diese Anstrebungen war eine Kommission gegründet worden, die das prüfen sollte, und 1856 verhandelte man das Thema öffentlich vor der Synode. Sprecher war allerdings inzwischen verstorben. Schlussendlich lehnte die Synode seine Vorschläge ab, doch wurden sie teilweise in der Kirchenverfassung von 1874 berücksichtigt.

## Werk
- Synodalproposition über Staat und Kirche und ihre gegenseitige Vertretung. Vorgelesen zu Ilanz am 28. Juni (Chur 1852)